# Депортация венгров и немцев Закарпатья
Депортация венгерского и немецкого населения Закарпатья 1944-45 года — насильственная массовая депортация советской военной властью венгро- и немецкоязычного мужского населения призывного возраста Закарпатья, которое было занято советскими войсками в результате Карпатско-Ужгородской операции. 
Силами НКВД, СМЕРШ и военных 4-го Украинского фронта на территориях Закарпатской Украины была проведена операция по учету, задержанию и депортации части мирного населения Закарпатья по этническому признаку. Для прикрытия этой операции была придумана легенда о «малых работах» (Malenkij robot, или kis robot, как называли их местные венгры) — трехдневные восстановительные работы, после выполнения которых, якобы, все должны были вернуться по домам.
На самом деле, после составления списков, начиная с 18 ноября 1944 года, пешими колоннами всех, кто подлежал интернированию, доставляли в лагеря в Сваляве и Самборе. Конвоирование происходило под усиленной вооруженной охраной, так как эти люди получали статус военнопленных, хотя подавляющее их большинство никогда не держала оружия в руках.

## Основания депортации

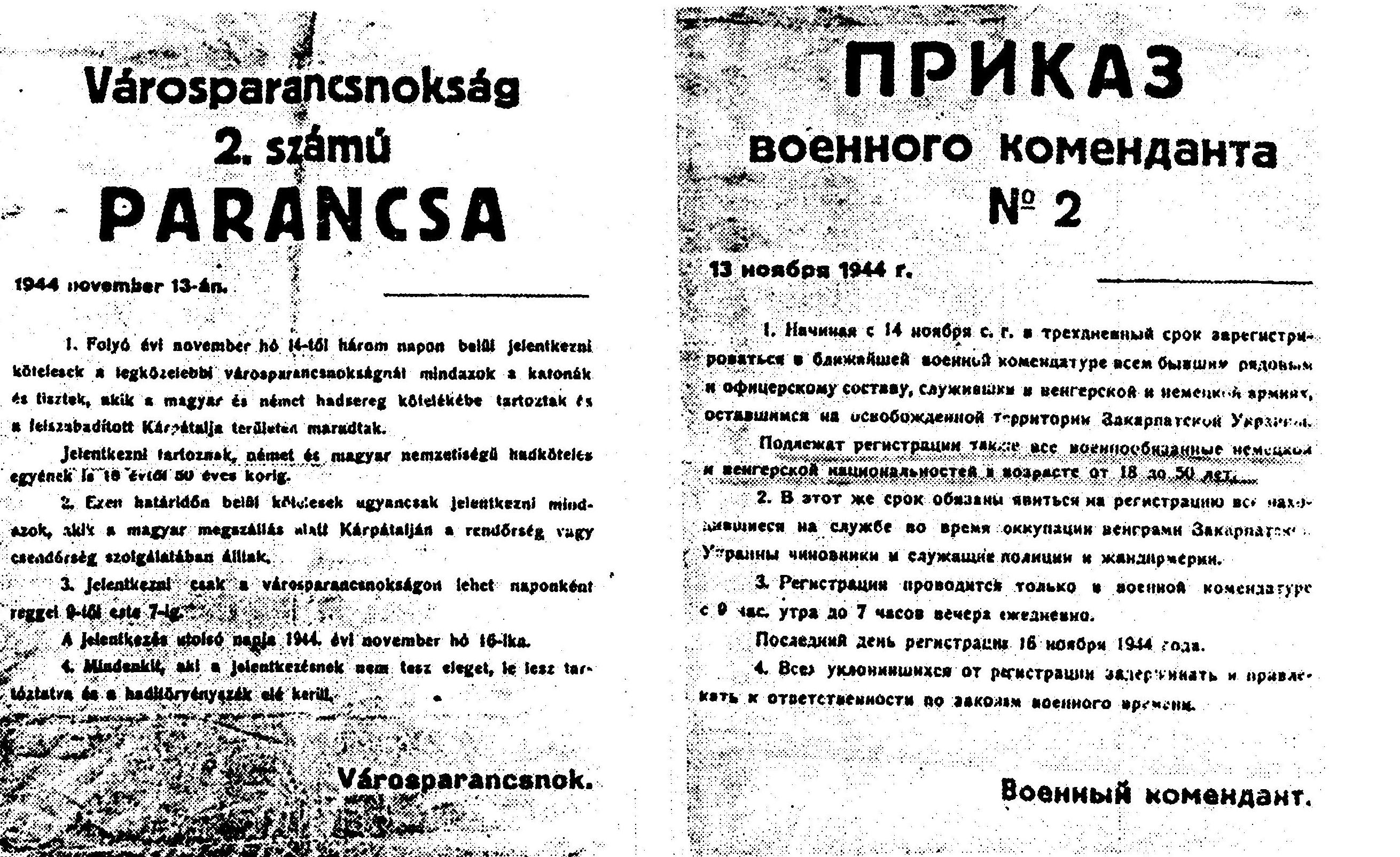
Приказ советского военного коменданта

В постановлении военного совета 4-го Украинского фронта под № 0036 от 13 ноября 1944 г. предписывалось: «Провести регистрацию всех военнообязанных лиц в возрасте от 18 до 50 лет немецкой и венгерской национальности проживающих в настоящее время на освобожденной территории Закарпатской Украины, а также всех чиновников и служащих венгерской полиции и жандармерии, оставшихся на освобожденной территории Закарпатской Украины». Бывших солдат и офицеров венгерской армии должны были немедленно задержать, а остальных военнообязанных, проживающих на территории Закарпатской Украины, «отдельными командами при списках под конвоем направлять на пункты военнопленных». Всего за три дня, с 14 по 16 ноября 1944 г., было «зарегистрировано»: офицеров — 308 (из них 215 венгров), солдат 9 820 (5 801 венгр, 50 немцев), военнообязанных — 4 893 (4 820 венгров, 63 немца), полицейских и жандармов — 303 (203 венгра, 2 немца). С 18 по 21 ноября на повторную регистрацию явились и были направлены в лагеря военнопленных 9 291 человек. Из них: 139 офицеров (125 венгров и 9 немцев); 4 881 солдат (4 444 венгра и 19 немцев); 96 жандармов и полицейских (84 венгра и 1 немец); 4 175 военнообязанных (4 147 венгров и 28 немцев). «Всего за период с 18.11 по 16. 12. с.г. войсками НКВД по охране тыла задержан и направлен на пункты военнопленных — 22 951 человек, из них: солдат, сержантов и офицеров — 14 202; военнообязанных немецкой и венгерской национальности — 8 564; жандармов и полицейских — 185», — говорилось в итоговой информации от 17 декабря 1944 г., подготовленной командующему войсками 4-го Украинского фронта И. Петрову.
Таким образом, всему венгерско- и немецкоязычному мужскому населению призывного возраста автоматически присваивался статус военнопленных. Эти «военнопленные» первое время во время пребывания в лагерях использовались как бесплатная рабочая сила на строительстве и восстановительных работах, а также на лесозаготовках. В дальнейшем их переправляли вглубь СССР.
Следующая волна депортации проводилась уже исключительно относительно немецкого мужского и женского местного населения Закарпатья. Приказом № 0060 от 22 декабря 1944 года предусматривалась насильственная депортация всего мужского от 17 лет и женского от 18 до 30 лет немецкой национальности.
28 февраля 1945 года жители города Вышково направили коллективное письмо премьер-министру Венгрии Беле Миклошу, в котором говорилось:

В Вышкове 27 ноября 1944 г. почти всех венгерских мужчин в возрасте 18-50 лет повезли в российские лагеря. От выполнения повинностей венгры Вышкова никогда не отказывались, поэтому и сейчас явились на место сбора. Дома репрессированных мужчин в очень сложных условиях заменяют слабые женщины и дети, которые надеются на скорое свидание. Но с тех пор, как несколько освобожденных, похожих скорее на живые трупы, принесли весть из лагерных списков — тихое ожидание изменилось в ужасное беспокойство и отчаяние. Несколько 45-50-летних мужчин вернулись неухоженными, в убогой одежде, с таким состоянием здоровья, что сейчас все они лежат больные и может уже никогда не станут здоровыми. Если они в течение семи недель в России настолько истощились, что может случиться с теми, кто находится там уже три месяца без одежды, нормального человеческого питания, обогрева, медикаментов и врача?

## Организаторы и исполнители
Ключевую роль в организации интернирования сыграл Иван Туряница, лидер закарпатских коммунистов, который встретился 28 октября 1944 в Мукачево с командованием 4-го Украинского фронта.
Здесь была инициирована полная зачистка Закарпатья, как тыловой территории и принято впоследствии предложение, выдвинутое генерал-майором Фадеевым, командиром отрядов НКВД. По мнению последнего, мужское население венгерских и немецких населенных пунктов, как представителей врага, следует интернировать.

## Общее число депортированных
Точное число депортированных венгерских и немецких мужчин неизвестно. По мнению Дьордя Дупко, оно составляет около 30 000 человек. Это число превышает указанные в докладе НКВД 22 951 человека, но меньше бытующего в общественном сознании количества в 40 000 человек. Смертность среди депортированных оценивается в 20-30%. Большинство из них умерли от истощения, тифа, перохлаждения.